# Мааррет-эн-Нууман (район)
Мааррет-эн-Нууман (араб. منطقة معرة النعمان‎) — район (минтака) в составе мухафазы Идлиб, Сирия.
Административный центр — город Мааррет-эн-Нууман.

## География
Район расположен в южной части мухафазы. На севере граничит с районами Эриха и Идлиб, на западе и юге — с территорией мухафазы Хама, на востоке — с территорией мухафазы Халеб (Алеппо).

## Административное деление
Административно район Мааррет-эн-Нууман разделён на 6 нахий:
| Нахия             | Административный центр | Население (2004 г.), чел. | Карта |
| ----------------- | ---------------------- | ------------------------- | ----- |
| Кафр-Набаль       | Кафр-Набаль            | 67 460                    |       |
| Мааррет-эн-Нууман | Мааррет-эн-Нууман      | 149 834                   |       |
| Синджар           | Синджар                | 33 721                    |       |
| Хан-Шейхун        | Хан-Шейхун             | 50 469                    |       |
| Хиш               | Хиш                    | 41 231                    |       |
| Эт-Таманиа        | Эт-Таманиа             | 29 114                    |       |